# Оппенгеймер, Франц
Франц О́ппенгеймер (нем. Franz Oppenheimer; 30 марта 1864, Берлин, Германия — 30 сентября 1943, Лос-Анджелес, США) — немецкий экономист и социолог, опубликовавший социально-экономические работы по социологии государства и по теории происхождения государства.

## Биография
Выходец из семьи раввинов, врач по образованию. 1881—1885: Изучал медицину во Фрайбурге и в Берлине. Получил медицинское образование в университетах Фрайбурга и Берлина (окончил в 1885 г.), десять лет занимался врачебной практикой, затем оставил её для занятий социологией и экономикой (степень доктора в университете Киля в 1909 г.).
1886—1895: Практический врач в Берлине и одновременно с 1890 занимался социально-политическими проблемами и научной социо-экономикой. Впоследствии занимался журналистской деятельностью в качестве главного редактора еженедельника «Welt am Montag».
1895—1909: Обучался социологии и экономике, получил степень доктора в университете Киля в 1909 г.
На сионистском конгрессе 1903 года первым предложил комплексную программу экономического восстановления того, что должно было стать государством Израиль. Разработал проект сельскохозяйственной кооперативной еврейской колонизации Палестины, принятый 9-м Сионистским конгрессом в Гамбурге (1909).
В 1909-17 гг. Оппенгеймер — приват-доцент Берлинского университета, 1917 — Титульный Профессор Франкфуртского университета; в 1919—1929 — Профессор социологии и теоретической экономики во Франкфурте-на-Майне в Университете им. И. В. Гёте и заведующий кафедрой социологии и теоретической экономики (первая должность профессора социологии в Германии и первая кафедра социологии в Германии).
Кооперативная ферма, названная «кооператив в Мерхавии», была основана в 1911 году еврейскими иммигрантами в Палестине, использовав план сельскохозяйственного сотрудничества, разработанный Францем Оппенгеймером. Проект в конечном итоге потерпел неудачу, и Мерхавия была преобразована в 1922 году в мошав, в другой форме общинного урегулирования.
В 1933 г., после прихода нацистов к власти в Германии, Оппенгеймер эмигрировал, читал лекции в университетах Франции и Эрец-Исраэль.
С 1934 по 1935 год Оппенгеймер преподавал в Палестине. В 1936 году он был назначен почётным членом Американской социологической ассоциации. В 1938 году, спасаясь от нацистских преследований, он эмигрировал через Токио и Шанхай в Лос-Анджелес. В 1941 году Франц Оппенгеймер стал одним из основателей Американского журнала экономики и социологии.
1936 — Почётный член Американского Общества Социологии.
1938 — Преподаватель в Университете Кобе, Япония, впоследствии эмигрировавший в Лос-Анджелес. С 1938 г. жил в США.
1942 — Основатель, издатель «Американского Журнала Экономики и Социологии» при Американском Обществе Социологии.
Оппенгеймера определяют как сторонника социального либерализма (либо как «либерального социалиста») и идеи «социального рыночного хозяйства». Его идеи оказали влияние на идеологию и практику кибуцев.
Сыном Франца Оппенгеймера был Гиллель Оппенгеймер (1899—1971), профессор ботаники Еврейского университета в Иерусалиме, получивший премию Израиля.

## Деятельность
Франц Оппенгеймер родился в Берлине в 1864 году, как старший сын доктора Юлиуса Оппенгеймера, который был раввином-реформатором. Подготовленный к академическим занятиям в высшей гимназии Фридрихса, он был записан в качестве студента медицины в Берлинском университете, когда ему едва исполнилось 17 лет. Уже в 21 год он стал доктором медицины и до 1897 года занимался медициной, сначала врачом общей практики, а затем ларингологом. В свободное от учёбы и работы время Франц увлекался сочинением стихов и написанием статей. Он даже вступил в поэтический кружок, членами которого были лирический поэт Ричард Дехмель (ставший затем зятем Оппенгеймера), Август Стриндберг, Детлев фон Лилиенкрон (прославившийся после того, как Оппенгеймер написал брошюру о его песнях), Карл Людвиг Шлейх (врач-хирург, поэт и художник, который изобрёл местную анестезию), Карл Боэлше, Герхарт Гауптман и другие.
Но его свободное время было также заполнено экономическими и историческими исследованиями. Он нашёл в «Этическом клубе» и в некоторых других берлинских «салонах», полных интеллектуального возбуждения, аудиторию для своих постепенно формирующихся идей. Там он встретился с Густавом Ландауэром, Вильгельмом Боельше и, прежде всего, Теодором Герцкой, автором «Freiland», учеником Генри Джорджа и представителем аграрного социализма. Под его влиянием, но уже демонстрируя независимые рассуждения, он опубликовал свою первую брошюру «Freiland in Deutschland», в которой содержится суть его более поздней доктрины: победить капиталистическую эксплуатацию и нестабильность посредством кооперативного земельного урегулирования.
После изучения медицины во Фрайбурге и Берлине, Оппенгеймер был практикующим врачом в Берлине с 1886 по 1895 годы. С 1890 года он начал интересоваться социально-политическими вопросами и социальной экономикой. Глубоко впечатлённый социальными страданиями, с которыми он встречался как врач — ранее в провинции Познань, а затем в трущобах Берлина — он бросил свою медицинскую профессию в 33 года, заменив её изучением общественных наук для реформирования человеческого общества. В переходный период он зарабатывал свой хлеб как политический писатель: он был главным редактором еженедельника «Welt am Montag». ". Позже он критиковал имперский режим в своих сатирических стихах, публикуемых в ежедневной газете «Der Tag», под псевдонимом нецивилизованного Готтлиба, популярного персонажа немецких рассказов.
В 1896 году, в возрасте 32 лет, пришло время для радикального разрыва с его профессиональным прошлым. Оппенгеймер ликвидировал свою медицинскую практику, отныне посвящая себя исключительно социальной теории и эксперименту. Но прошло ещё тринадцать лет, прежде чем залы университета стали открыты для него. Между тем очень успешная журналистская карьера создала ему материальную базу для научного фрилансинга. Некоторые из его самых оригинальных работ датируются именно этим периодом: его первая демонстрация в «Grossgrundeigentum und Soziale Frage» губительной роли, которую сыграла большая земельная собственность в социальной истории, его резкая критика Томаса Мальтуса и Карла Маркса, и этот маленький шедевр социально-политического анализа: «Der Staat» («Государство») стал наиболее известной из всех его работ, известных в англо-американских научных кругах.
Как социальный реформатор, он учил, что феодальная монопольная земельная собственность является корнем всего социального зла, и что этот остаток феодального завоевания и захвата земель, лишающий сельское население её свободного использования, сравним с раковой опухолью на теле человеческого общества, которая должна быть уничтожена. Он считал, что при таком простом способе социальной терапии, социальная проблема нищеты может быть решена без какой-либо необходимости в крайних революционных мерах, таких как ликвидация частной собственности и механическое выравнивание доходов, которые считаются необходимыми в коммунистической теории. Оппенгеймер считал деятельность человека, работающего на своё собственное благо, важнейшим и незаменимым активом, и двигателем человеческого общества, освобождённого от монополий. Тем самым он стал основателем либерального социализма, за который он выступал в качестве альтернативы и капитализму и коммунизму. Он был уверен, что эта синтетическая социальная и экономическая система соответствовала требованиям социальной справедливости, не вступая в противоречие со здоровыми инстинктами индивида, нацеленными на экономическое улучшение своего благосостояния.
Как социолог он утверждал, что государство обязано своим существованием не, как это обычно считается, добровольному союзу равных людей, а завоеванию и подчинению большинства меньшинством, навязывающим свою волю своим подчинённым для собственного безвозмездного обогащения. История показывает, что социальные группы, владеющие землёй и доминирующие в сельских районах, а не те, которые осуществляют власть в городах, контролируют государство. Более того, свободные, процветающие, крестьянсткие хозяйства в «глубинке», рассматриваются им как необходимая основа для процветания городов, тогда как, при феодальной монополии на землю, они вырождаются и покидаются своими жителями в регионах, где преобладает феодальная система латифундии. Без свободного и процветающего сельского населения он не видел надежды на социальный прогресс, и поэтому внутренняя колонизация казалась ему незаменимым инструментом предотвращения повторяющихся экономических кризисов и установления стабильного благополучия.
Основы его учения были впервые систематически изложены в его «Theorie der reinen und politischen Ökonomie», опубликованной в 1910 году. Позднее эта книга стала третьим из четырёх томов его System der Soziologie, монументального труда, включающего в себя, помимо четырёх тысяч страниц, помимо экономика, общая социология, политическая теория и социально-экономическая история от палеолита до современного капитализма. Его простая способность воспринимать и последовательно представлять такое богатство материала была оценена среди социологов только Максом Вебером, который был его интеллектуальным и моральным сверстником, возможно, обладал большей чувствительностью к тёмным сторонам западного общества, но не обладал даром Оппенгеймера для построения систем.
Послание Оппенгеймера было определено им самим как «либеральный социализм», «третий путь между капитализмом и коммунизмом». Он демонстративно принял знаменитый вызов Гёте о том, что тот, кто обещает одновременно свободу и равенство, — мечтатель или скоморох. Суть его учения заключалась в том, что экономическая свобода, воплощённая в отношениях свободного рынка, полностью совместима с постоянным равенством возможностей для всех. Очевидно, что такое положение противоречило всем основным принципам большинства классических и современных экономистов, а также, казалось, противоречило всему историческому опыту. Он был в равной степени в противоборстве с марксистским пророчеством, и Оппенгеймер всю свою жизнь сражался двумя фронтами против буржуазного либерализма и ортодоксального социализма.
Как можно отстоять такую, казалось бы, парадоксальную позицию? Ответ заключается в том, что он назвал своей «агроцентрической» концепцией экономики и общества. Для Оппенгеймера стратегическим регионом был аграрный сектор со своеобразным порядком владения землёй. Истина заключается в том, что социальное неравенство не может возникнуть, пока каждый, кто хочет, имеет доступ к свободной земле. И наоборот, когда такой доступ блокируется, а право собственности на землю становится монополией, безземельные массы населения вынуждены продавать свои услуги со скидкой. Эта скидка снижает заработную плату в городе и в стране ниже истинного вознаграждения за работу, что является эквивалентом её продукта. Излишки начисляются как нетрудовые доходы в форме земельной ренты и капитальной прибыли владельцам средств производства.
Здесь важно понимать, что, вопреки концепции Маркса, промышленные средства производства (установки и оборудование) играют лишь второстепенную роль в этом процессе эксплуатации. Пока у промышленного работника есть альтернативный вариант заселения на землю, его заработная плата не может упасть ниже дохода независимого фермера. Он понижается до пролетарского уровня только после закрытия этого выхода. Другими словами, промышленный капитализм, понимаемый как общественная организация, в которой эксплуатируются массы населения, является производным от аграрного капитализма, который сам по себе является наследием феодального присвоения земли политически доминирующим меньшинством.
Такой диагноз корней экономических страданий и социальной несправедливости указывает на очень простое излечение. Оппенгеймер не видел необходимости насильственной революции и последующей национализации средств производства, мер, которые, по его мнению, должны были задушить индивидуальную инициативу и обеспечить равенство ценой отказа от свободы. По его мнению, нет ничего плохого в преобладающих институтах частной собственности и свободной конкуренции на рынках труда и товаров. Когда марксисты напали на эти учреждения за плохую работу в прошлом, они не увидели, что истинной конкуренции никогда не было и не могло существовать до тех пор, пока собственность на землю была монополизирована.
Чтобы установить полную конкуренцию между сельским хозяйством и промышленностью, эта монополия должна быть преодолена посредством политики всеобщего расселения. Ничто иное не остановит непрерывного бегства сельскохозяйственных рабочих с земли, что создаёт устойчивый избыток рабочей силы в промышленности, снижение заработной платы и массовой покупательской способности. Наоборот, превращение в сельскохозяйственного работника, в независимого фермера или, что ещё лучше, в члена производственного кооператива — косвенно будет способствовать экономическому и социальному подъёму, в том числе городского труда. Увеличивая спрос сельскохозяйственного сектора на промышленные товары, это расширит внутренний рынок; поглощая безземельных пролетариев, это покончит с городской резервной армией и позволит промышленным зарплатам расти в соответствии с ростом производительности в промышленности.
В 1909 году Оппенгеймер получил докторскую степень в Киле с защитой диссертации об экономисте Дэвиде Рикардо. С 1909 по 1917 год Оппенгеймер был Приват-доцентом в Берлине, затем в течение двух лет титулованым профессором (Titularprofessor). В 1914 году он был одним из соучредителей Германского комитета по освобождению русских евреев. В 1919 году он принял приглашение на кафедру социологии и теоретической политической экономии в Университете имени Иоганна Вольфганга Гёте во Франкфурте-на-Майне. Это была первая должность, выделенная для дисциплины социологии в Германии.

## Идеология Оппенгеймера
Оппенгеймер был либералом той старой, героической, революционной марки, которая давно вымерла. Это было его величие, и это была его трагедия в эпоху, когда разум и свобода кажутся совершенно противоположными сами себе, и требуют для своего оправдания новой значения и интеграции. Его философия истории — на материалистической основе, в традиции восемнадцатого века — видела, что в ходе истории преобладает борьба между «политическими средствами» и «экономическими средствами» приобретения благ. Термины могут показаться парадоксальными и требуют пояснения. Люди могут приобретать товары либо путём производства и обмена — экономическими средствами — либо навязывая своё правление другим и отбирая у них продукцию — политическими средствами.
Последнее представляет собой насилие и принуждение, организованное как государство, для навязывания налогообложения, и выступает за тиранию и эксплуатацию. Политические средства входят в историю через кочевников, которые напали на земледельческие племена, захватили их земли и, вместо того чтобы убивать их, поработили их для возделывания этих земель. Такая система, однако, не может быть увековечена, а тем более сделана более эффективной, без все большего учёта интересов управляемых и, тем самым, сохранения их способности и готовности производить. Исходное грабительское Государство, таким образом, постепенно затеняется в современном государстве, но не отказывается при этом от своей изначальной идентичности.
Экономическое средство означает разум, свободу и равенство. Она представляет собой биржевую экономику, которая предполагает личную свободу и равные права и приносит пользу всем партнёрам. Каждый способный человек работает на себя и владеет своей землёй или инструментами — индивидуально в доиндустриальной технике производства; через кооператив, где крупномасштабное производство делает это необходимым — и все эти работники так распределяют и перераспределяют себя между различными профессиями, чтобы выровнять ежегодные доходы от обмена продуктами. Интерес Оппенгеймера никогда не фокусируется на изолированной цене продукта, а всегда на доходе, полученном от этой цены. Экономика обмена становится извращённой компромиссом с рабовладельческим хозяйством. В «чистой экономике» никто не мог мечтать о присвоении большего количества земли, чем он и его семья могли обработать; такое присвоение предполагает рабовладельческий строй. И все же биржевая экономика действительно терпела большую земельную собственность, этот экономический институт политических средств, над законный и равноправный с собственностью, вытекающей из личной работы.
В гибридной системе, которая объединяет трансформированную феодальную собственность с обменной экономикой — это определение капитализма — гармония искажается двумя взаимосвязанными эффектами большой земельной (феодальной) собственности: покупательная способность сельской местности в отношении городских продуктов ослабляется в результате эксплуатации и последующей неэффективность; и городской рынок труда наводнён рабами, крепостными или сельскохозяйственными рабочими, которые сбегают от давления на свободу городов. В гармоничной системе, где земля не присваивается, городской работник будет требовать и получать столько, сколько он мог бы получить в качестве независимого крестьянина на свободной земле; в гибридной структуре заработная плата прижимается к зарплате сельскохозяйственного крепостного. Это делает собственность городского капитала средством эксплуатации наряду с большой земельной собственностью: бесхозный человек страдает от вычета его законной заработной платы, продукта его работы, в пользу крупных владельцев. Таким образом, Оппенгеймер выводит свою теорию эксплуатации.
Из этого слишком краткого очерка видно, почему Оппенгеймер называет себя либеральным социалистом. Он социалист в том смысле, что рассматривает капитализм как систему эксплуатации, а доходы от капитала — в качестве выгоды от этой эксплуатации, но либерал в том, что он верит в гармонию подлинно свободного рынка. Он отрывается от апологетического буржуазного либерализма тем, что отрицает гармоничный характер существующего рынка, искажённого иностранным телом феодальной собственностью; только если это будет устранено, кооперативный и уравновешивающий характер рынка утвердится. Эта позиция неопровержима в формальной логике, как и позиции соперника Мальтуса-Рикардо и Маркса. Столкнувшись с разочарованием обильных надежд, которые сопровождали подъём либеральной экономики, Мальтус и Рикардо обвинили результат в скудости природы, что проявлялось в уменьшении отдачи; Маркса о динамике буржуазной собственности; Оппенгеймер о неполном характере буржуазной революции, которая пошла на компромисс с феодальной собственностью и тем самым утвердила капитализм как «химеру крепостного права и свободы».
В своём анализе капиталистического порядка Оппенгеймер переводит в терминах экономической теории социологические концепции власти и эксплуатации. Центральная тема его системы — монополия, снова в соответствии с радикальным либерализмом от Адама Смита. Маркс социалист, потому что он находит эксплуатацию и в конкуренции; Монополия не имеет законного места в своей системе, которая является одной из себестоимости. Оппенгеймер является либералом в том смысле, что он обвиняет недостатки капитализма в земельной монополии и связывает свободу и благосостояние с реальной конкуренцией в условиях отсутствия монополии. Он определяет монополию как позицию экономической власти, которая делает обмен по-разному актуальным для партнёров, нарушая, таким образом, эквивалентность обмена, существенную для свободного общества.
В отличие от Джона Локка и других, Оппенгеймер отвергал идею «общественного договора» и внёс свой вклад в «завоевательную теорию государства», находясь под сильным влиянием предшественника социолога Людвига Гумпловича и его теорий межплеменных, межгрупповых столкновений, «расовой-борьбы» (Rassenkampf), в социологическом происхождении государства:
"Государство, полностью в своем генезисе, по существу, и почти полностью на первых этапах его существования, является социальным институтом, навязанным победившей группой людей к побежденной группе, с одной единственной целью - утверждать господство победившей группы над побежденной, защищать себя от восстания изнутри и нападений из-за рубежа. Телеологически такое господство не имеет никакой иной цели, кроме экономической эксплуатации побежденных победителями." 
"Никакое примитивное государство, известное в истории, не возникло каким-либо иным образом (кроме насилия). Везде, где надежная традиция сообщает нам об ином, речь идет либо об объединении двух полностью развитых примитивных государств в одно государство с более полной организацией, либо это происходит адаптация к людям "басни об овцах, которые сделали медведя своим королем, чтобы быть более защищенными против волка". Но, даже в этом последнем случае, форма и содержание такого государства становятся точно такими же, как и в тех государствах, где ничто к ним не вмешивалось, и которые сразу стали «волчьими государствами»." 
Франц Оппенгеймер рассматривал государство как основной фактор в создании привилегий и сохранении неравенства. Убеждённый антиэтатист, сторонник классических либеральных ценностей и симпатизирующий социалистическим взглядам, Франц Оппенгеймер считал капитализм «системой эксплуатации, а доходы от капитала — выгодой от такой эксплуатации», но, в отличие от марксистов, возлагал вину за эту эксплуатацию не на подлинно свободный рынок, а на монопольное вмешательство государства в экономику.
«Есть два принципиально противоположных метода, благодаря которым, человек, нуждающийся в пропитании, вынужден получить необходимые средства для удовлетворения своих потребностей. Это работа и грабеж, собственный труд и насильственное присвоение чужого труда. Грабеж! Принудительное присвоение! Эти слова доносят до нас представления о преступности и тюремной системы, поскольку мы современники развитой цивилизации, в частности, основанной на неприкосновенности собственности. И эта особенность не утрачивается, когда мы убеждены, что грабеж на суше и море является отсталым образом жизни, однако, военное ремесло, — которое тоже является организованным массовым ограблением, только более продолжительным, представляет наиболее уважаемую профессию. Как из-за этой несуразицы, так и из-за необходимости иметь в дальнейшем развитии данного исследования краткие, четкие, резко противоположные термины для этих очень важных различий, я предлагаю в следующем обсуждении назвать свой труд и эквивалентный обмен собственного труда на труд других, „экономические средства“ для удовлетворения потребностей, в то время как безответное присвоение чужого труда будет называться „политические средства“».
Оппенгеймер считал себя либеральным социалистом, но был назван и описан как сторонник рынка, он считал, что неэксплуататорские экономические механизмы лучше всего работают в коллективной среде (кооперативной). Он провёл большую часть своей жизни, консультируя людей, которые хотели создать добровольные, коллективные отношения (особенно киббуцим). Франц Оппенгеймер отвергал взгляды радикальных анархистов и революционных социалистов как излишне пессимистичные. Не насильственное воздействие, а эволюционное развитие должны принести желаемые социальные изменения. Его идеалом было государство без классов или без классовых интересов, в котором бы бюрократия стала бы беспристрастным хранителем общественных интересов. В США Франц Оппенгеймер стал популяризатором и приверженцем американского социального реформатора Генри Джорджа. Хотя Оппенгеймер и Генри Джордж считали государство давним защитником привилегий, они также верили, что демократия может коренным образом изменить его. Правительственные чиновники были вынуждены так или иначе проявлять свою гуманитарную сторону, что делало политический класс все более уязвимым. Франц Оппенгеймер видел в фашизме и большевизме последние тщетные попытки воскресить древнюю тиранию. Он надеялся, что их падение станет прелюдией к поистине либеральной эпохе.
Оппенгеймер был учителем канцлера Германии Людвига Эрхарда, который отвергал его коллективизм, но приписал своему профессору собственное видение европейского общества свободных и равных людей.

## Методология Оппенгеймера
Для методологии Ф. Оппенгеймера характерна правовая интерпретация экономических явлений. В объяснении происхождения государства он был сторонником теории насилия. Согласно Оппенгеймеру, государство, которое изначально явилось результатом завоевания кочевниками-скотоводами земледельческих племён и превращения последних в рабов, все ещё во многом остаётся орудием эксплуатации меньшинством большинства. Условие преодоления неравенства Оппенгеймер видел в ликвидации охраняемой государством монополии на средства производства и, в особенности, на землю и предоставлении каждому человеку возможности стать собственником земли и орудий труда (что предотвратит эксплуатацию и сделает гармоничной экономическую жизнь на основе истинно свободных рыночных отношений свободных производителей). Таким образом, из предложенного им главного принципа экономической и социальной жизни — стремления путём минимальных затрат достичь максимальных результатов — вытекала его приверженность к кооперации, особенно земледельческой, как лучшего способа объединения усилий в условиях усложняющегося производства.

## Социологическая концепция государства
К изначальной социологической идее государства я добавил экономическую составляющую, которую сформулировал следующим образом: Чем же является Государство с точки зрения социологической концепции? Государство, полностью по своему происхождению, значительно и почти полностью на начальных этапах своего существования, является социальным институтом, насильно навязанным победившей группой людей над побежденной группой с единственной целью — для утверждения Господства победившей группы над побежденными, и для защиты от восстаний изнутри и нападений извне. Телеологически — такое Господство не имеет никакой иной цели, кроме как экономической эксплуатации побежденных победителями. Все примитивные государства, известные истории, возникали подобным образом.

## Книга «Государство: его история и развитие»
«Государство» (нем. Der Staat) — книга немецкого социолога Франца Оппенгеймера, впервые опубликованная в Германии в 1907 году. Франц Оппенгеймер написал книгу «Государство» как часть, вошедшую во второй том в 1925 году, своей фундаментальной четырёхтомной работы «Система социологии» (нем. System der Soziologie), предназначенной для интерпретации принципов организации общества для понимания теории социальной эволюции, над которой он трудился с 1890-х годов до конца своей жизни. В книге «Государство» обобщается теория Франца Оппенгеймера, называемая «Социологическая концепция государства», о происхождении, развитии и будущем преобразовании института государства. В предисловии к английскому изданию один из редакторов журналов «The Freeman» и «Libertarian Review» либертарианец Чарльз Гамильтон напишет: 
«Государство возникает благодаря завоеванию и грабежу, и выживает в результате массивной эксплуатации; Франц Оппенгеймер развивает свои либертарианские идеи в этой значительной, но давно забытой социологической классике.»
В 1920-е годы «Государство» была широко читаемой и жёстко обсуждаемой книгой. Она была переведена на английский, французский, венгерский, сербский, японский, иврит, идиш и русский и оказала влияние среди либертарианцев, коммунистов и анархистов.
«Новая волна археологических исследований о происхождении государства оправдывает пионерские социально-экономические теории великого либертарианского социолога Франца Оппенгеймера, автора шедевра „Государство“. Книга Оппенгеймера оказала решающее влияние на современную либертарианскую мысль, особенно в работах Альберта Джея Нока, Фрэнка Ходорова и Мюррея Н. Ротбарда. Он заложил основу для либертарианской теории классов или анализа властной элиты в 20-м веке», — Чарльз А. Барриз (англ. Charles A. Burris), обозреватель на LewRockwell.com 
Издана на русском языке в 2019 году.

## Оппенгеймер и теория предельной полезности
Франц Оппенгеймер принимал и одобрял теорию предельной полезности Австрийской экономической школы. В своей книге «Государство» в главе «Товарообмен в доисторические времена» Франц Оппенгеймер пишет:
«Психологическое объяснение товарообмена привело к теории предельной полезности, его наибольшей ценности. Согласно теории предельной полезности, субъективная оценка экономического блага уменьшается прямо пропорционально количеству одного блага, оцениваемого одним владельцем. Даже, если встречаются два собственника, у каждого из которых имеется некоторое количество одинаковых предметов для торговли, они охотно и с удовольствием совершают товарообмен, при условии строгого запрета применения политических средств, то есть, если обе стороны очевидно равномерно сильны, или одинаково хорошо вооружены, или же они находятся на предстоящей стадии развития, в священном круге родственных взаимоотношений». 
«При бартере (здесь и далее бартер = товарообмен, прим. переводчика) каждая из сторон получает чужую собственность с очень высокой субъективной ценностью вместо своей собственности с очень низкой субъективной стоимостью, поэтому обе стороны оказываются выигравшими в результате такой сделки. Желание первобытных людей обмениваться предметами должно было быть гораздо сильнее, чем подобное же желание у людей культурных. Поскольку, на этом этапе человек ещё не ценит свои собственные товары, а жаждет вещей, принадлежащих незнакомцам, и на его побуждения вряд ли оказывают влияние целенаправленно рассчитываемые экономические соображения».

## Политические методы и экономические методы
В своей книге «Государство» Франц Оппенгеймер различает «экономические методы» свободного обмена и «политические методы» насильного изъятия, используемые для приобретения благосостояния:
«Существует два принципиально противоположных метода, посредством которых человек удовлетворяет свои потребности — работа и разбой. Другими словами, собственный труд и насильственное присвоение труда других людей. Разбой! Принудительное изъятие! С учётом того, что современная цивилизация строится на принципе неприкосновенности частной собственности, от этих слов веет насилием и тюрьмой. Негативное отношение к разбою сохраняется вне зависимости от того, где он происходит — на суше или на море, хотя, к примеру, наемничество, которое по сути дела является организованной формой разбоя, считалось одном из наиболее почитаемых занятий. Принимая во внимание многозначность понятий и определений, возникает насущная необходимость использования правильной терминологии в нашем дальнейшем исследовании. С этой целью при описании собственного труда и процесса равноправного обмена результатов своего труда на результаты труда других людей, я предлагаю использовать определение „экономические методы“, в то время, как для описания принудительного и неравноправного изъятия результатов чужого труда, я предлагаю использовать определение „политические методы“.„ 
“Другими словами, четкое разделение методов достижения целей позволит нам избежать путаницы при проведении нашего исследования и станет ключом к пониманию этапов развития, сущности и целей „Государства“. Более того, поскольку до сих пор история человечества представляла собой историю „Государства“, то наше исследование позволит нам лучше понять исторические события. Здесь хотелось бы отметить, что вся мировая история, от первобытных времен до наших дней, представляет собой не что иное, как непрерывную борьбу между „экономическими“ и „политическими“ методами, которая будет продолжаться до тех пор, пока мы не достигнем такого уровня развития, при котором станет возможным появление „свободного гражданства свободных людей“».

## Вклад Оппенгеймера в социологию
Жизнь Франца Оппенгеймера уникальна своей мощьностью его концентрированного созидания. Одна из самых ранних и ключевых его работ была «Теория чистой экономики и политическая экономия» (Theorie der Reinen und Politischen Ökonomie (Theory of Pure economics and Political Economy), ставшая впоследствии частью его фундаментальной работы «Система социологии». Финальная версия его «Системы социологии», состоит из четырёх двойных томов общим объёмом 4500 страниц и включает в себя социальную психологию и общую социологию, доктрину государства — единственную из его работ, которая в отдельном издании «The State» достигла англоязычной публики, — экономическую теорию и политику, социальную и экономическую историю, все они строго едины и взаимосвязаны, но формально независимы друг от друга. Они окружены и дополнены множеством более ранних работ, начиная с 1896 года, все основные результаты которых по большей части были включены в окончательную систему, но с которыми ещё нужно сверяться по конкретным вопросам. Его теория экономической ценности разработана в «Wert und Kapitalprofit»; его обсуждения позиций Мальтуса, Рикардо и Маркса содержатся в трёх отдельных монографиях; его видение будущего и статистика, на которой оно основывается, можно найти в ряде специальных заявлений, таких как «Die soziale Frage und der Sozialismus» и «Der Ausweg». Несколько сокращённый, но все же объёмный реферат его системы экономической теории была опубликован в 1938 году в Голландии под названием «Капитал — Критика политической экономии».

## «Теория Демократии» и «Акратия»
Понятие акратия Ф. Оппенгеймер ввёл в своей работе «Теория Демократии» и обозначающим отмену политического классового общества. Поскольку господство никогда не было чем-то иным, кроме как «правовой формой экономической эксплуатации», акратия основывается на «идеале общества, избавленного от любой экономической эксплуатации». Отмена политического классового общества предполагает его экономическое преодоление. Франц Оппенгеймер считал, что «место „Государства“ в будущем, должно занять свободное „Общество“, руководствующееся самоуправлением».
Франц Оппенгеймер так же посмертно печатался в анархическом журнале «Акратия», издаваемом с 1973 по 1981 годы, шведским анархистом Хейнером Кёхлином.

## Известные ученики
Идеи Франца Оппенгеймера, в особенности, его книга «Государство», непосредственно повлияли на значительное число последователей — от сторонников кейнсианского социального государства и «рыночных социалистов» до минархистов и анархо-капиталистов.
- Фрэнк Ходоров
- Альберт Джей Нок
- Менкен, Генри Льюис
- Александер Рюстов
- Мюррей Ротбард
- Людвиг Эрхард

## Сочинения
Франц Оппенгеймер оставил после себя обширное творческое наследие: около 40 книг и 400 эссе, в которых содержатся труды по социологии, экономике и политическим вопросам своего времени.
- Социально-экономическия основы колониизации. Архивировано 20 сентября 2019 года.. — Одесса: Кадима, 1905. — 48 с.
- Сионизм и космополитизм. Архивировано 20 сентября 2019 года.. — Одесса: Кадима, 1906. — 16 с.
- Моя поездка в Палестину. Архивировано 20 сентября 2019 года.. — Вильна : Кадима, 1910. — 40 с.
- Коллективная и частная земельная собственность. Архивировано 20 сентября 2019 года.. — Москва: ЦБЕНФ, [1917]. — 72 с.
- Государство (издания: 1907 -немецкое, 1914/1922 — английское, 2019 — русское).
- Der Staat, 3 überarbeiteten Auflage, von 1929. Архивировано 7 августа 2007 года.
- L'économie pure et l'économie politique. (1913/1914). Архивировано 17 сентября 2019 года.
- «System der Soziologie» («Система Социологии»), тт. 3-1-2-3-4-1-2-3-4 (1910—1935).
- «Система Социологии, т1.1: Общая социология. Основы»
- «Система Социологии, т1.2: Общая социология. Социальный процесс»
- «Система Социологии, т2: Государство: его история и развитие»
- «Система Социологии, т3.1: Теория чистой и политической экономии. Основы»
- «Система Социологии, т3.2: Теория чистой и политической экономии. Экономика общества»
- «Система Социологии, т4.1: Краткое изложение социально-экономической истории Европы от миграции к современности. Рим и тевтоны»
- «Система Социологии, т4.2: Дворянство и крестьянство»
- «Система Социологии, т4.3: Город и гражданство»
- «Система Социологии, т4.4: Предметный указатель»
- Das Kapital. Kritik der politischen Ökonomie. (1938). Архивировано 18 сентября 2019 года.